# Red Mountain
Red Mountain (br: O Último Caudilho) é um filme estadunidense de 1951 dirigido por William Dieterle e estrelado por Alan Ladd e Lizabeth Scott.

## Sinopse
Durante os últimos dias da Guerra Civil americana, o confederado General Quantrill tenta tomar terras no oeste se unindo a índios hostis e preparando uma guerrilha, mas o capitão sulista Brett e um casal de mineradores se opõem.

## Elenco
- Alan Ladd ...Brett
- Lizabeth Scott ...Chris
- John Ireland ...Quantrill
- Arthur Kennedy ...Lane
- Bert Freed ...Randall
- Jeff Corey ...Skee
- Neville Brand ...Dixon
- Whit Bissell ...Miles